# Buritipálma
A buritipálma, vagy kis móricpálma (Peruban: aguaje) (Mauritia flexuosa) a pálmafélék (Arecaceae) családjába tartozó faj. Élőhelye Dél-Amerika trópusi övezetének mocsaras és nedves területein található.

## Származása, elterjedése
Az Amazonas vidékén és Dél-Amerika északi részén (Brazília, Venezuela, Guyana, Trinidad) honos. Amerika trópusi vidékein is ültetik.

## Jellemzése
Magassága akár a 35 métert is elérheti. Levelei szétterülőek, legyezőszerűen szeldeltek, színük sötétzöld, körvonaluk kerekded. Átmérőjük akár 4 m is lehet, üstököt alkotnak. Az elpusztult levelek maradványai gyűrűs nyomokat hagynak a 60 cm vastagságot is elérő törzseken. Évente több fürtös virágzatot fejleszt, amelyek hosszúsága akár a 3 métert is elérheti.

## Termesztése
Nedves, forró trópusi klímában tenyésztik, ezért bőséges vízellátást igényel. Szaporítása magról történik. 5-8 éves korától kezdve a pálma több évtizedig hozhat termést. A vadon élő egyedeket ugyanúgy felhasználják, mint az ültetett pálmákat. A termések beérésekor a terméságazatokat egészben vágják le.

## Termése
A buritipálma termése csonthéjas, ellipszis alakú és 5–7 cm nagyságú. Csúcsán gyengén bemélyedt, színe feketés és vastag hegyet visel. Az alapján 3-5 háromszögletű, keskeny-pikkelyes, fényes barna csészelevél található. A termés héja a kígyóbőrhöz hasonló, sűrűn álló, egymást átfedő, kis, rombusz alakú, sárgásbarna vagy vörösesbarna, fénylő, kemény pikkelyekből áll, melyek a csúcsukon és a szélükön világos színűek, a közepükön pedig hasonló, de sötétebb színű hosszanti barázda húzódik. A sárgás, narancsszínű terméshús legfeljebb 5 mm vastag, szívós-húsos és kissé rostos. Íze savanykásan édes és némileg összehúzó hatású. A tojás alakú, fás, gyengén ráncos kőmagja világosbarna színű.

## Felhasználása
A buritipálma olajban gazdag, nagyon tápláló és vitamindús terméshúsát teljesen érett állapotban nyersen vagy blansírozva fogyasztják. A pulpából üdítőitalt és bort is készítenek, illetve étkezési olajat is sajtolnak belőle. Szárított és őrölt állapotban különböző ételekhez használják.
Törzse értékes építési anyag. Leveleit tetőfedésre és fonott tárgyak készítésére használják, ugyanakkor rostok nyerésére is alkalmasak. A pálma nedvéből pálmabort is erjesztenek. Az idősebb törzsek keményítőben gazdag beléből kenyeret sütnek, és a terméseket takarmányként is felhasználják.

## Ökológia
A vadon élő egyedek fontos szerepet játszanak számos emlős és madár számára. Többek között a vörös hasú ara, a Tyrannopsis sulphurea is fészekrakásra és élelemszerzésre használja. Számos patás, halféle és majomfajta fogyasztja gyümölcsét.

## Érdekességek
A Brazil szövetségi kerület (Distrito Federal) kormányának brazíliavárosi székhelyét Buriti-palotának (Palácio do Buriti) hívják. Az épülettel szemben egy szökőkutas tér található, egyetlen buritipálmával, melyet a város széléről ültettek át a térre.

## Galéria

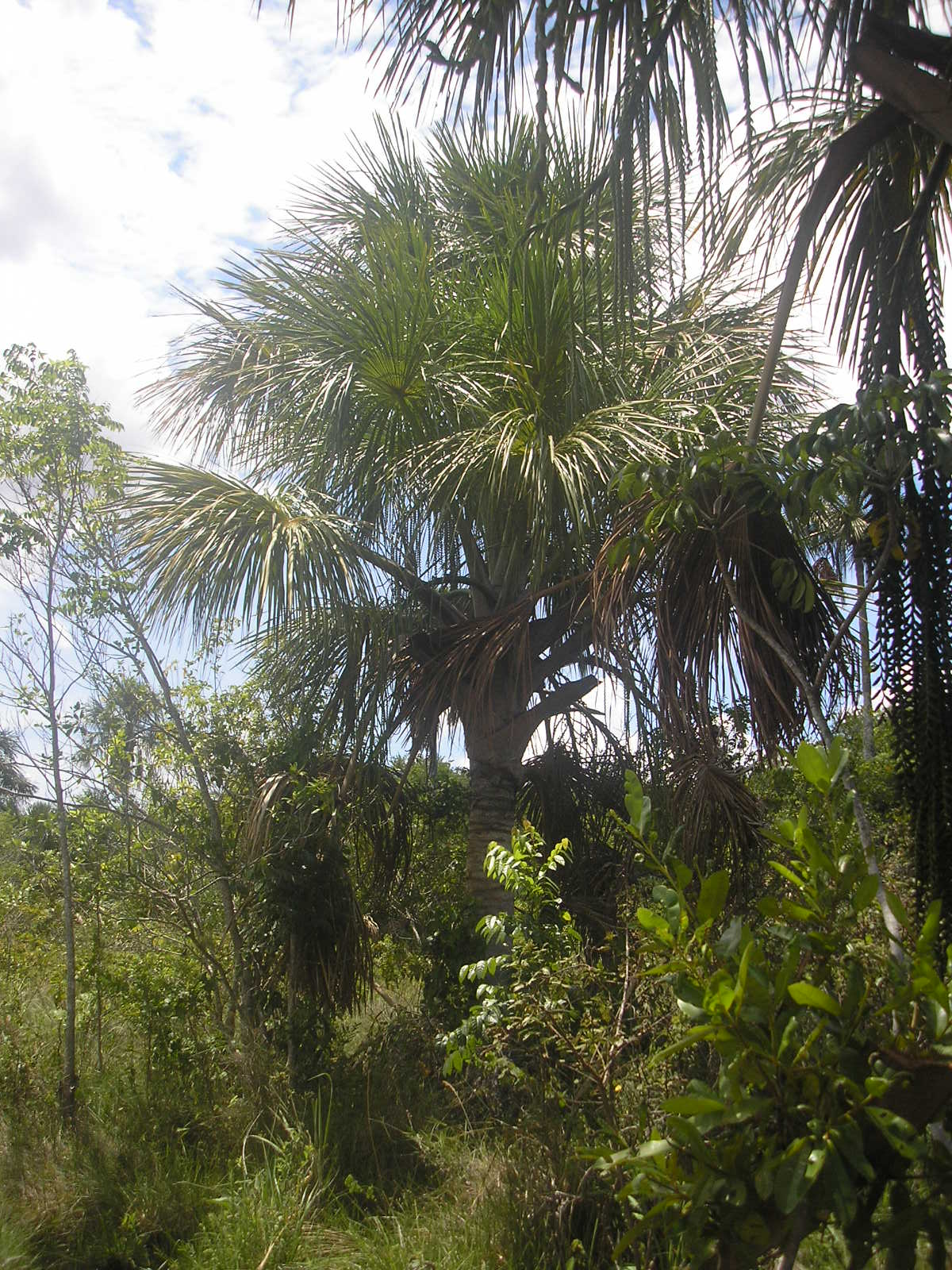
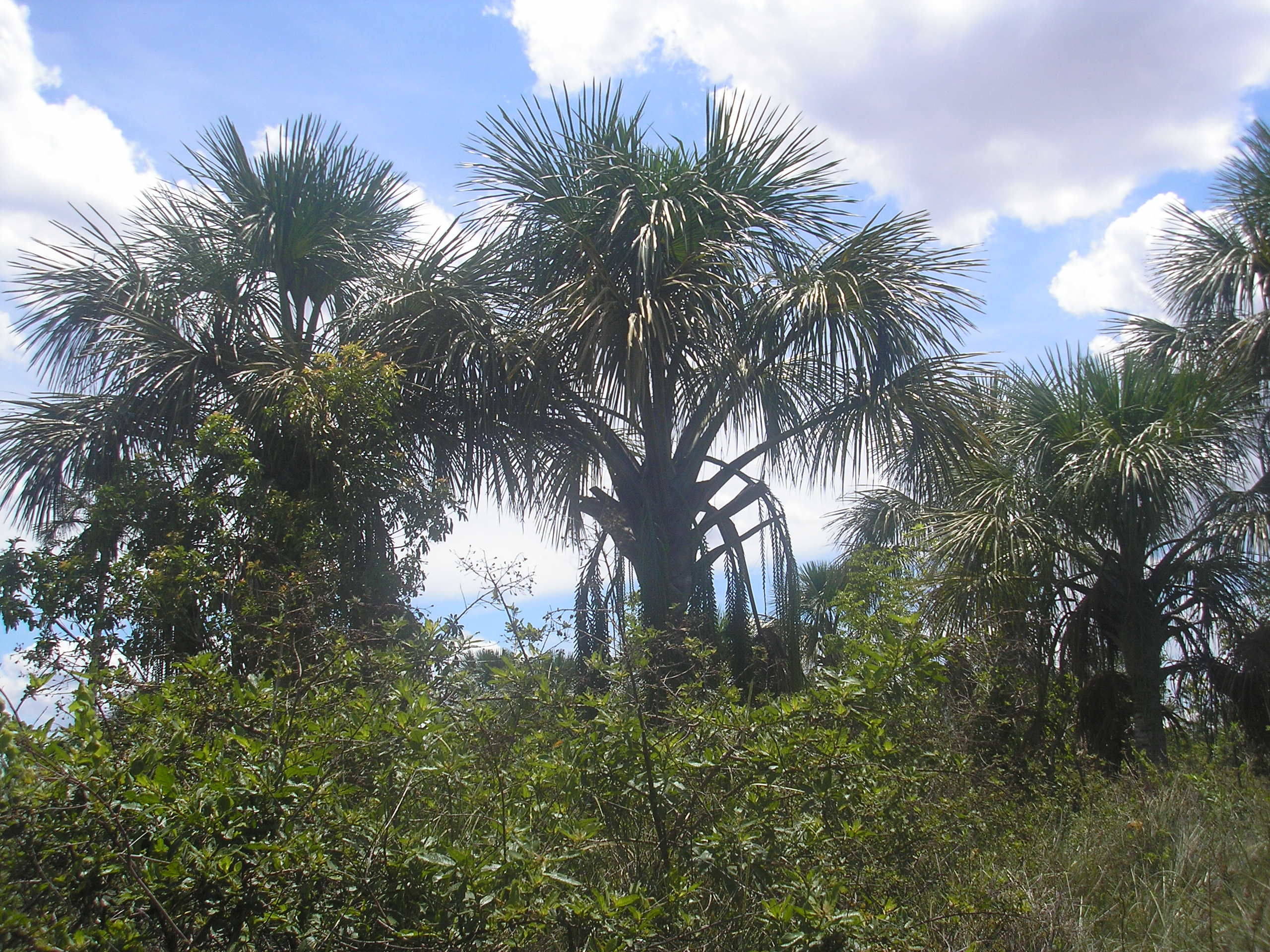
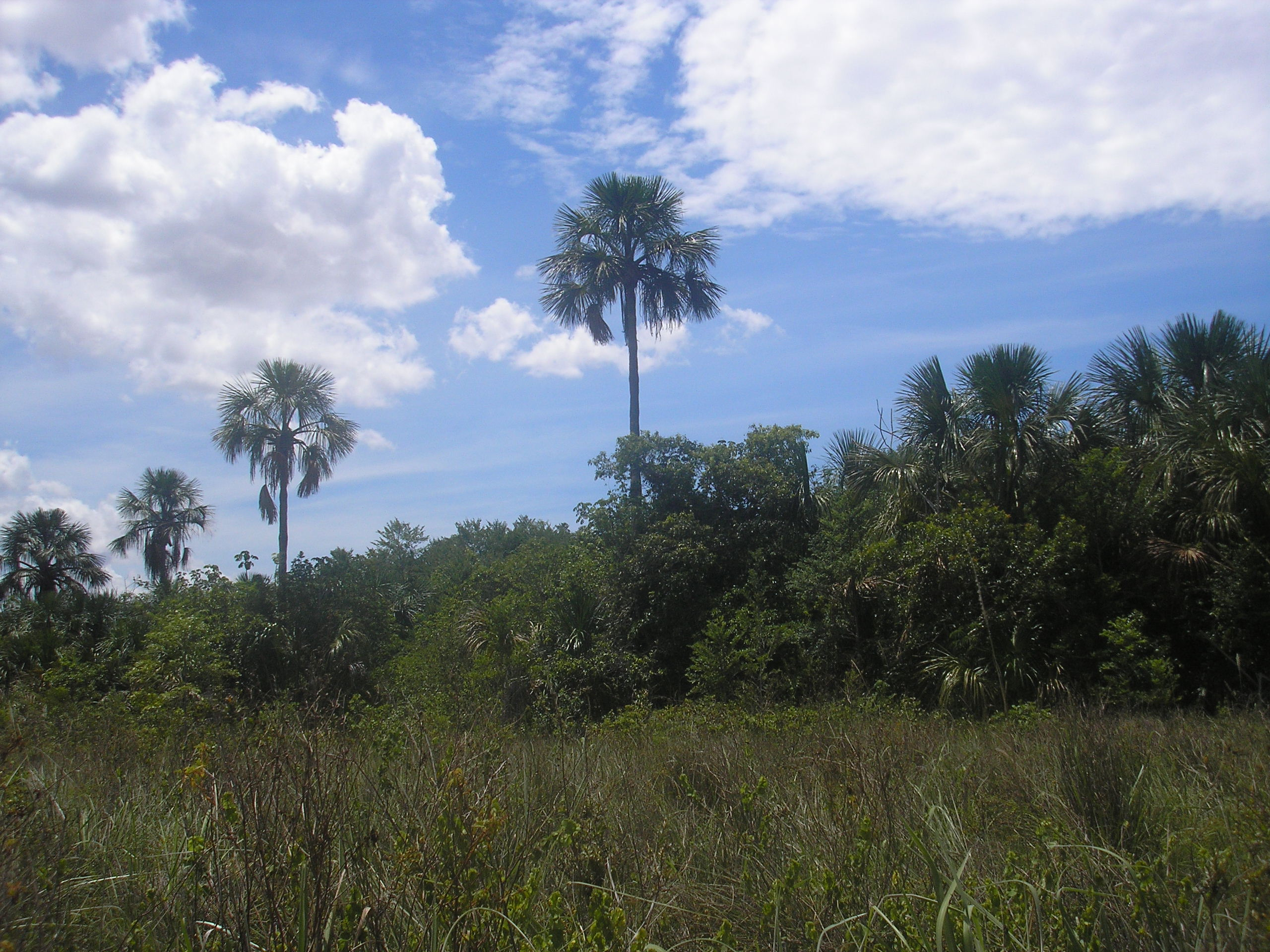
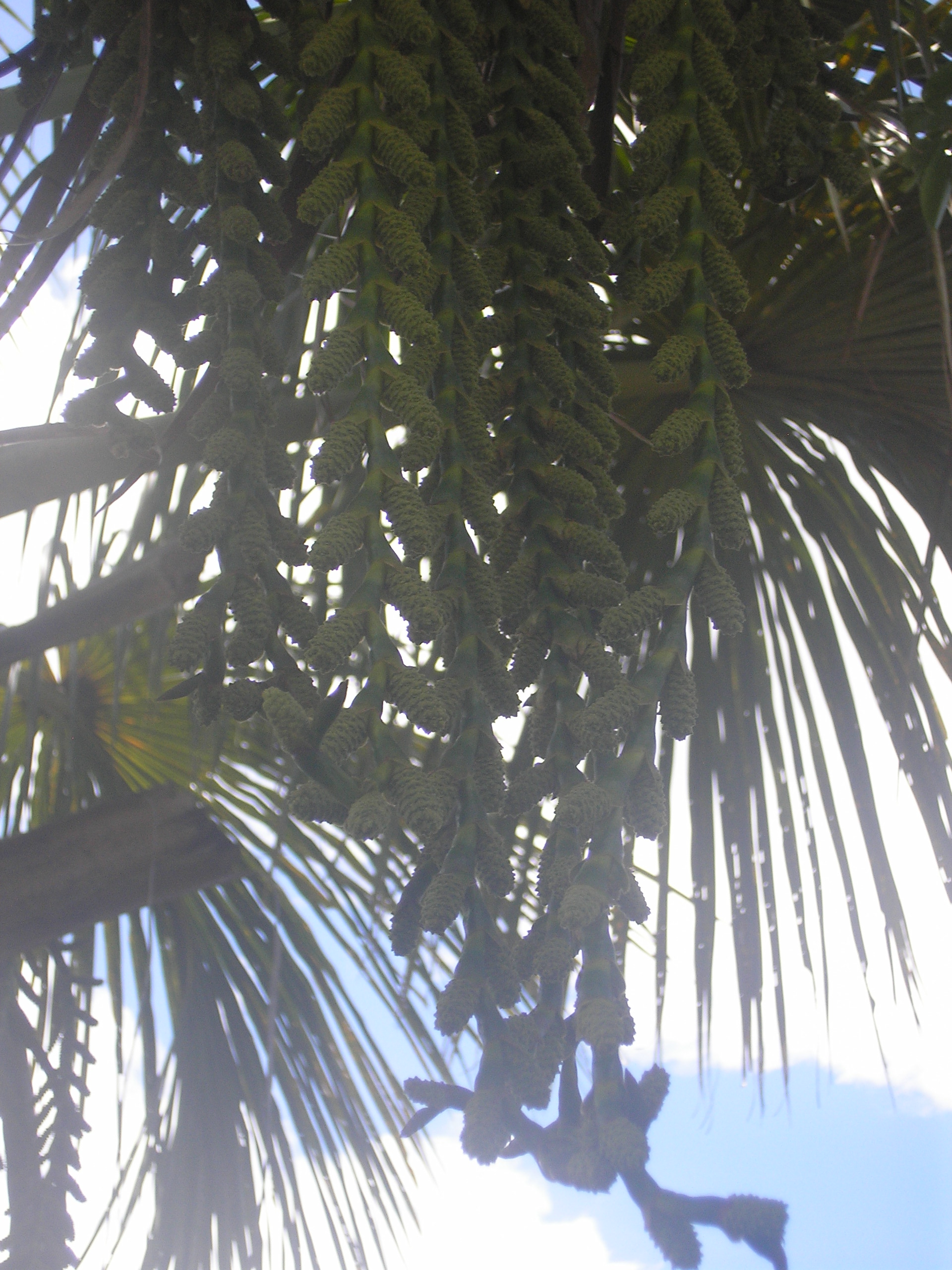
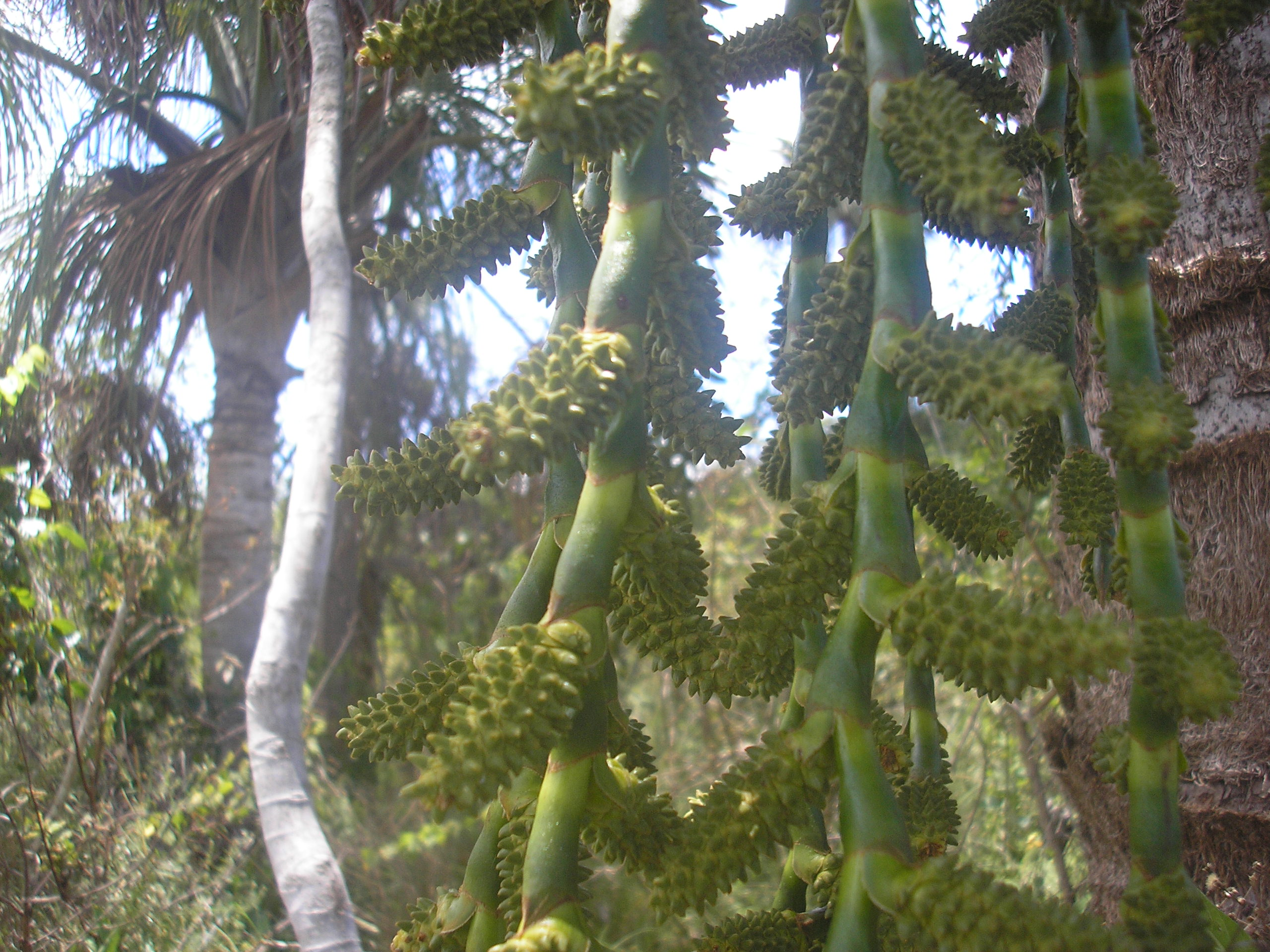
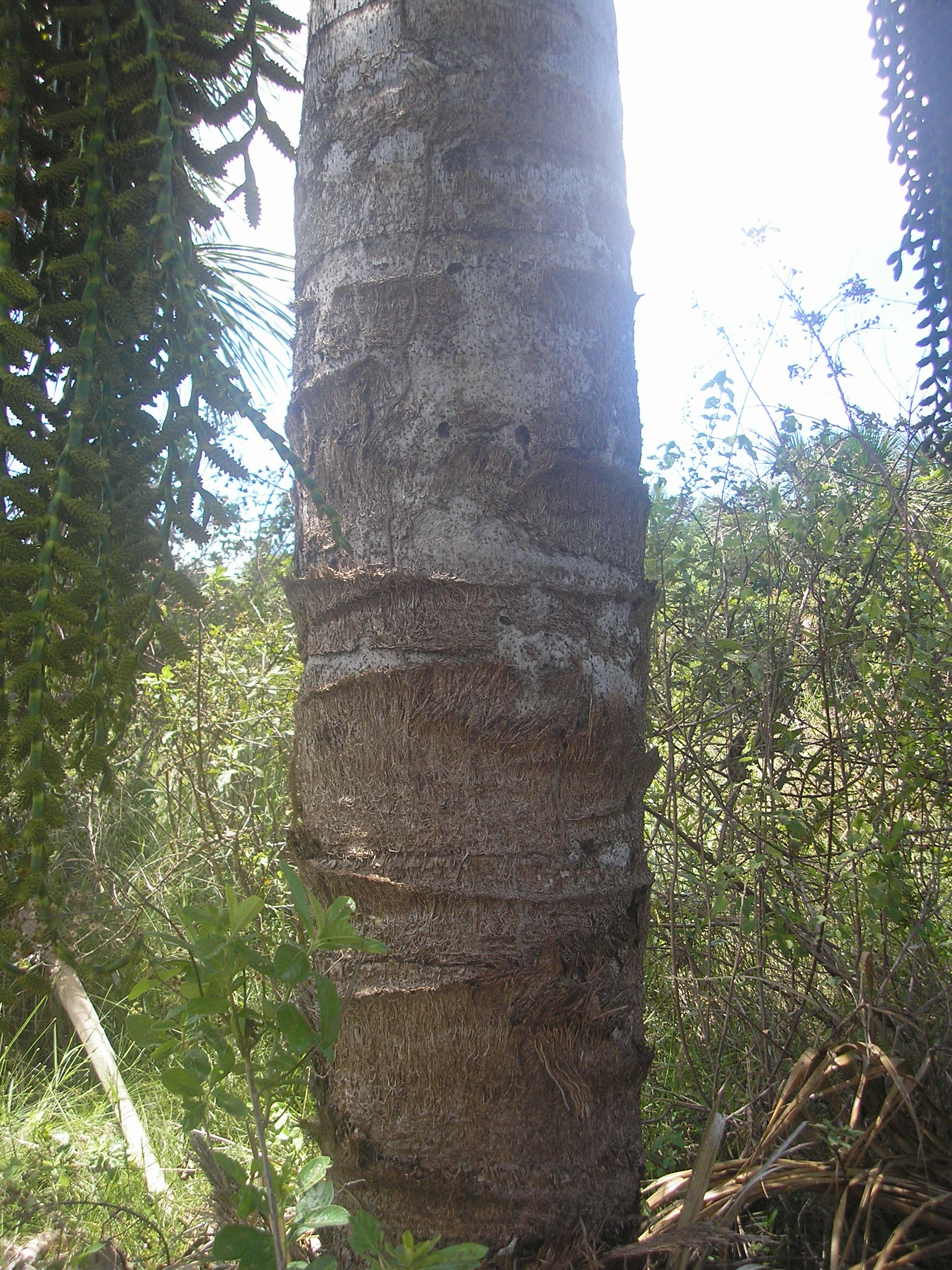
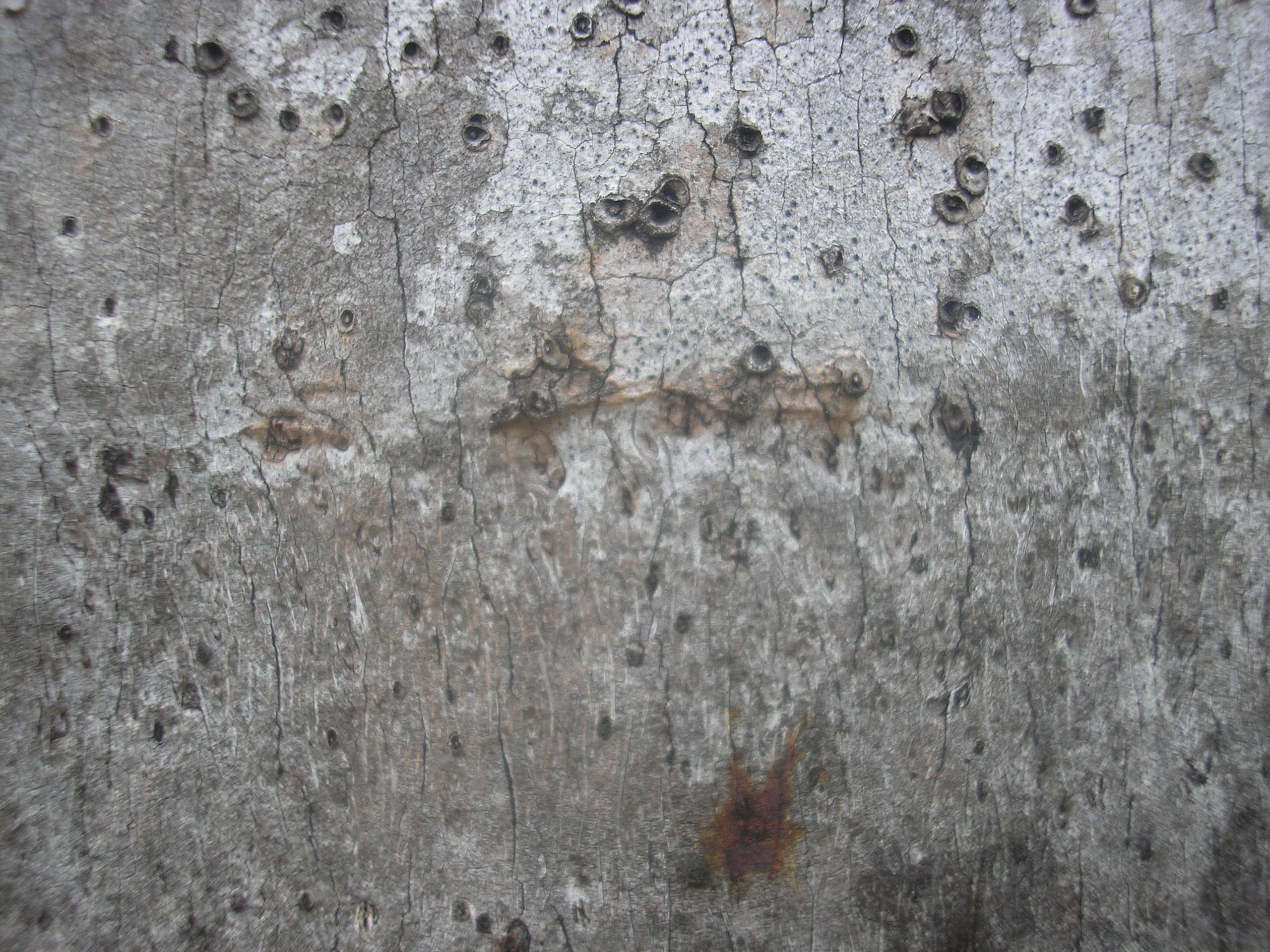
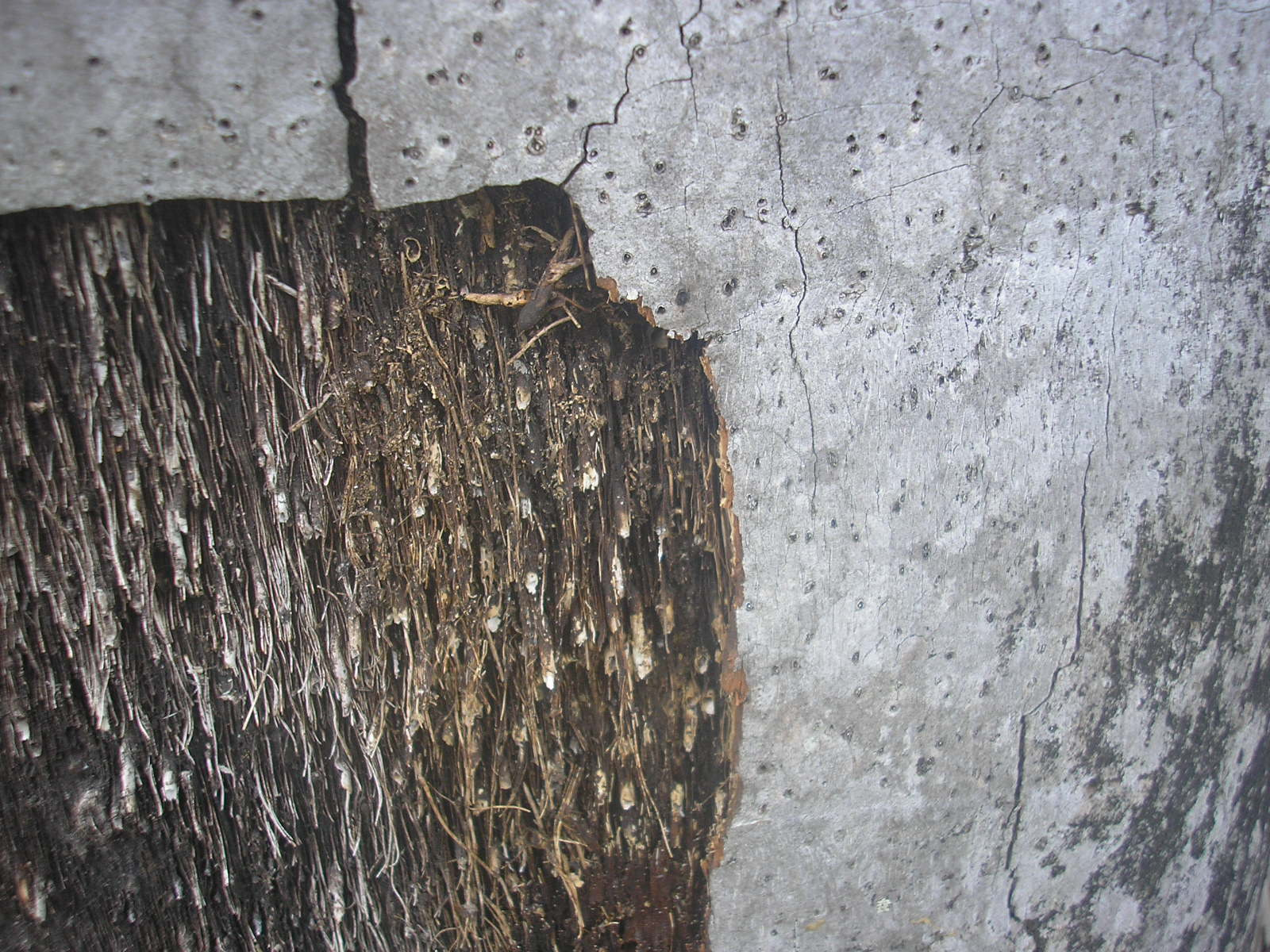
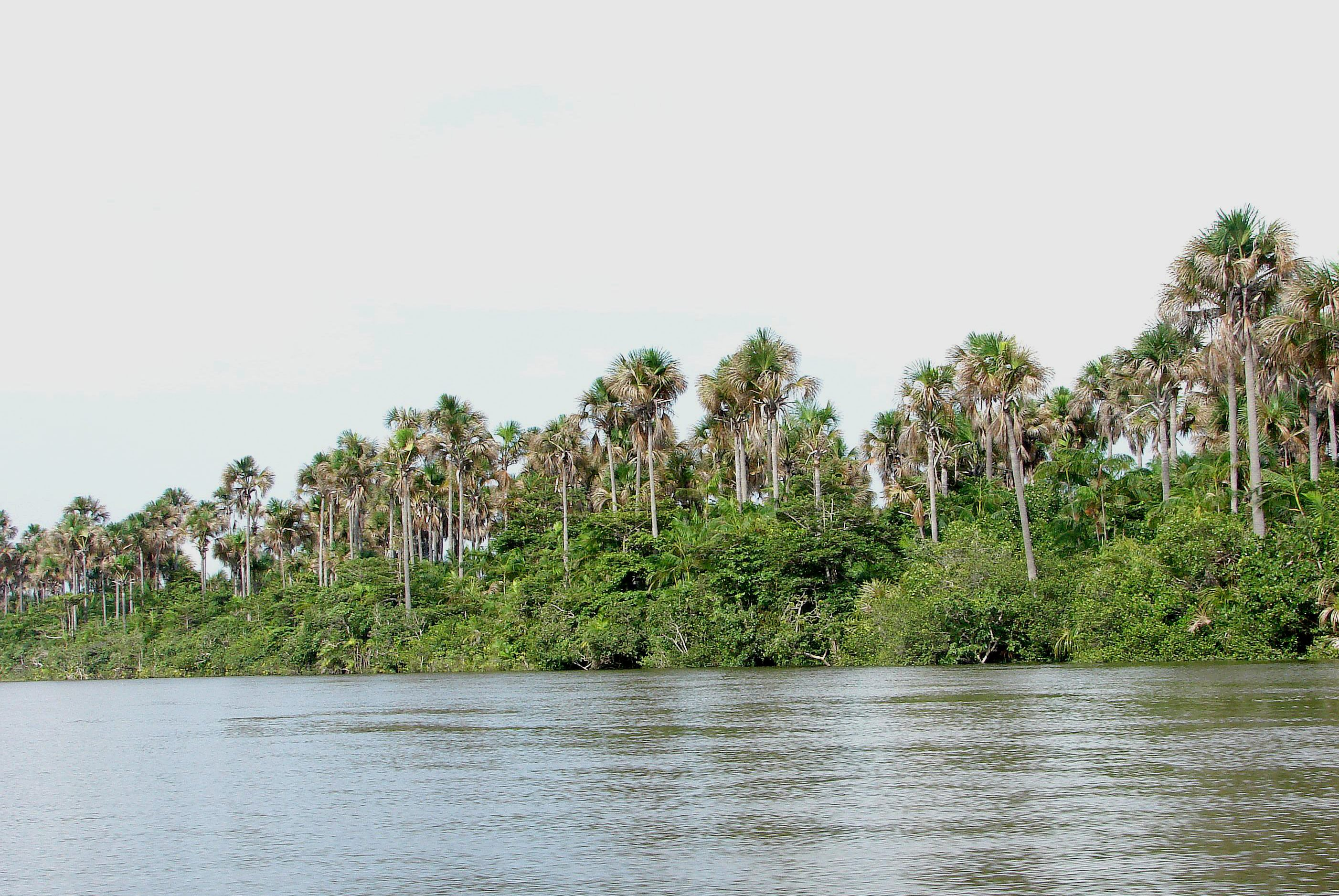
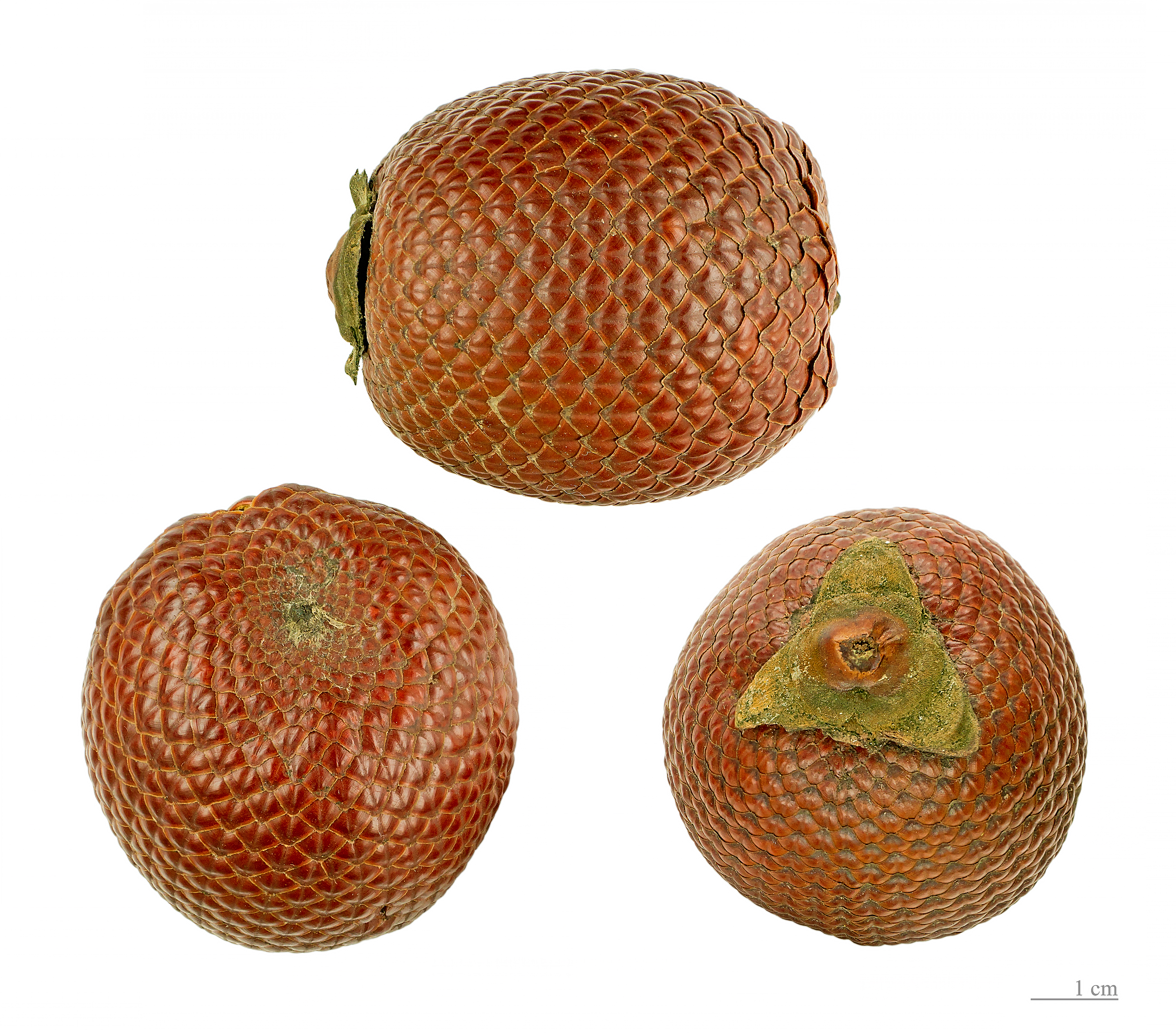
Gyümölcsök
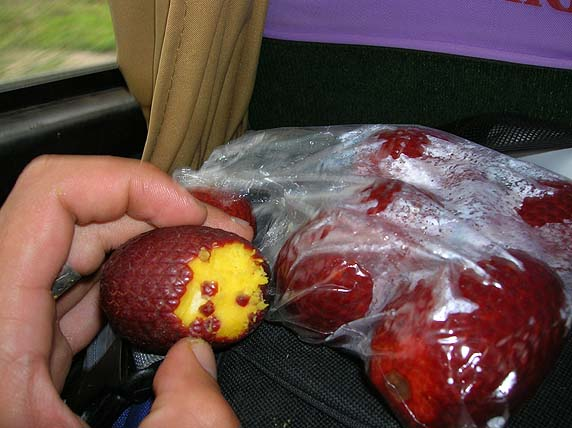
Gyümölcsök
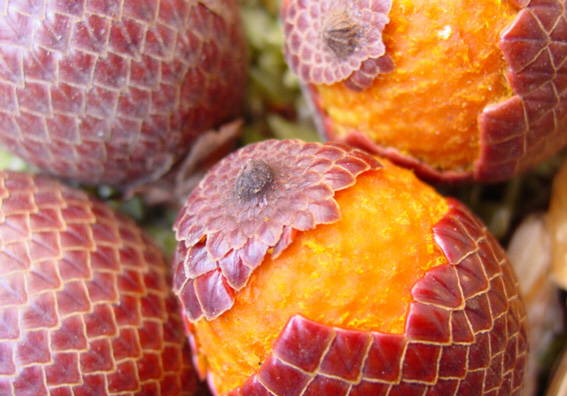
Gyümölcsök
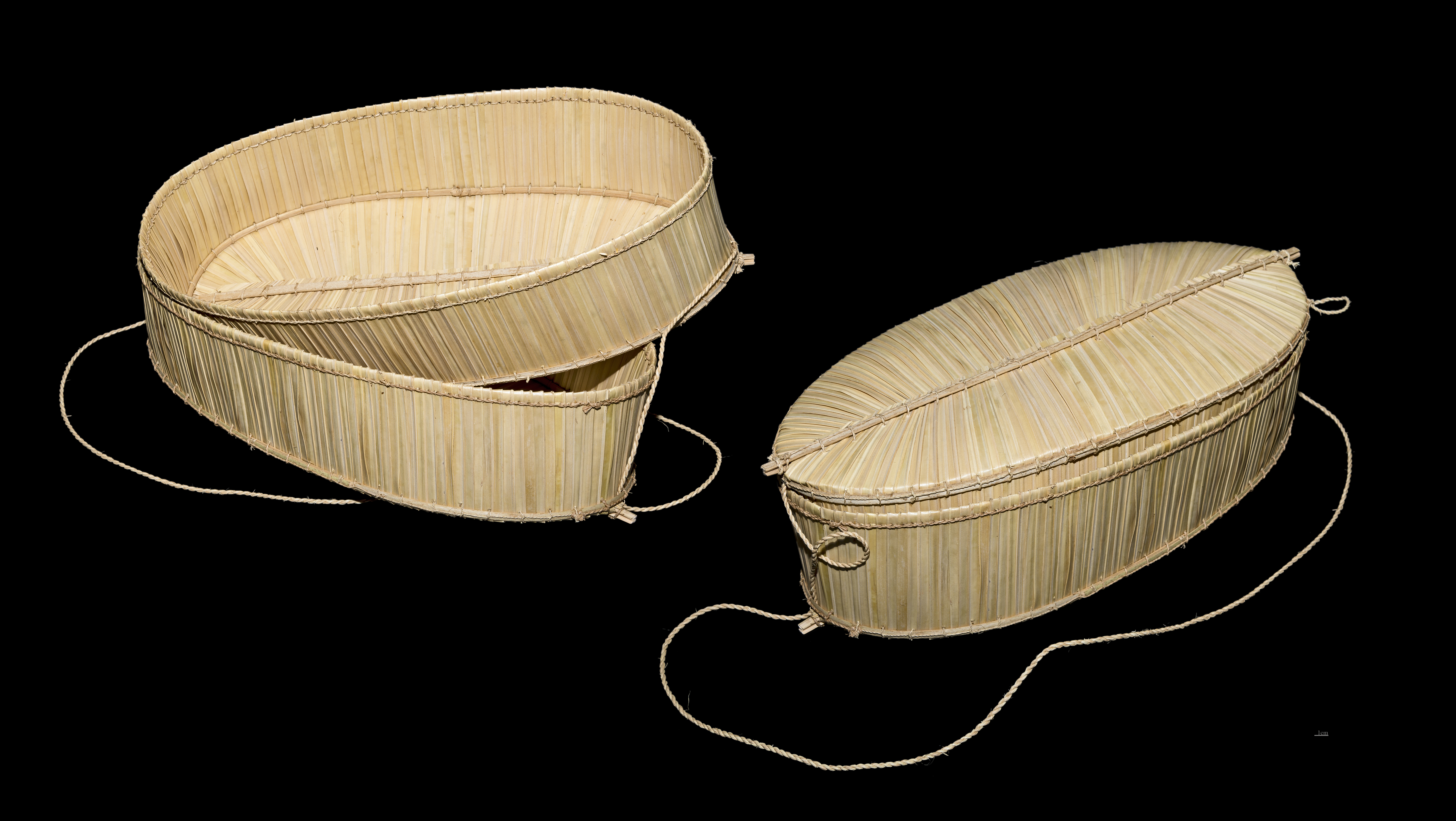
A növényből készült kosár (Karajá indiánok)